# Луначарск (Речицкий район)
Луначарск (бел. Луначарск) — деревня в Заспенском сельсовете Речицкого района Гомельской области Беларуси.

## География

### Расположение
В 16 км на юго-восток от районного центра и железнодорожной станции Речица (на линии Гомель — Калинковичи), 66 км от Гомеля.

### Гидрография
На реке Днепр.

## Транспортная сеть
Рядом автодорога Лоев — Речица. Планировка состоит из прямолинейной улицы, ориентированной с юго-востока на северо-запад, к которой с запада присоединяется переулок. Застройка двусторонняя, деревянная, усадебного типа.

## История
Обнаруженный археологами курганный могильник (50 насыпей, на восточной окраине деревни, на правом берегу реки) свидетельствует о заселении этих мест с давних времён. Современная деревня основана в 1920-х годах переселенцами из соседних деревень. В 1931 году жители вступили в колхоз, работала кирпично-гончарная артель. 19 жителей погибли на фронтах Великой Отечественной войны. Согласно переписи 1959 года в составе колхоза «50 лет Октября» (центр — деревня Леваши).

## Население

### Численность
- 2004 год — 49 хозяйств, 91 житель.

### Динамика
- 1959 год — 321 житель (согласно переписи).
- 2004 год — 49 хозяйств, 91 житель.